# 龜崙嶺古道

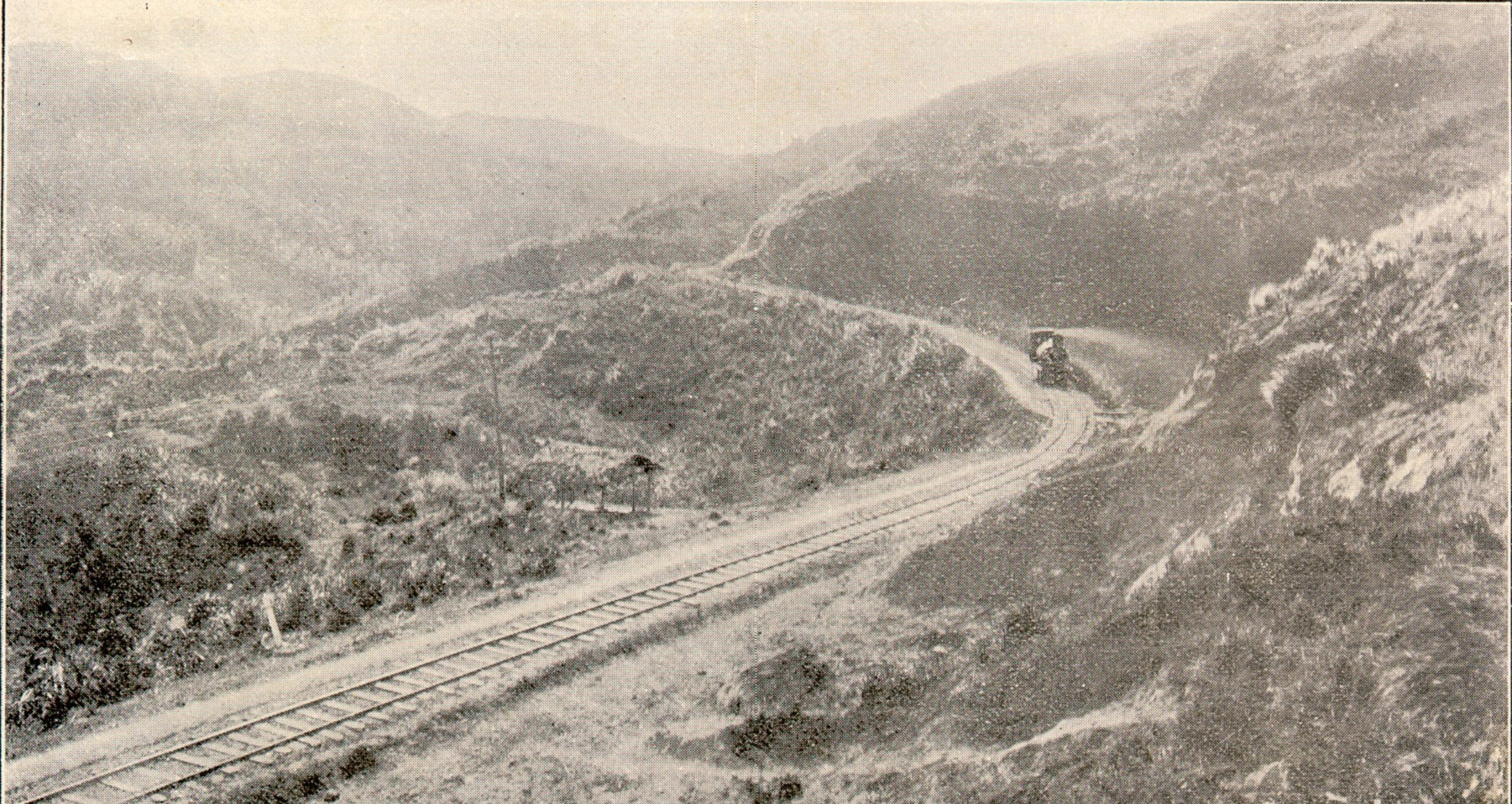
列車經過龜崙嶺古道之景，此段路線在日治第六年即因路線太差而廢止

龜崙嶺古道，又稱龜崙嶺新道，是位於北臺灣的一條古道，一般說法起點為新莊街，途經十八份庄（今新北市新莊區丹鳳里）、舊路坑（今龜山區舊路里）、沿塔寮坑溪（約今之萬壽路）、到桃仔園（今桃園區）、箭澗仔壢（今中壢區），初估古道長度約30公里左右。

## 歷史
- 清雍正末年新莊街逐漸發展起來，開通了龜崙嶺古道。
- 清乾隆16年（西元1751年）龜崙嶺新道也於開通，主因漢社兩邊修好，由兩邊人民共同修築新道改沿塔寮坑溪，新路線乃由新路坑、塔寮坑、坡角（迴龍）直抵新莊。
- 清光緒17年（西元1891年）劉銘傳為了發展交通，鋪設臺灣鐵路穿過龜崙嶺古道（路線約為現今臺1甲線），並興建龜崙嶺鐵道橋[1]

- 明治28年（西元1895年）和 明治30年（西元1897年）颱風帶來的洪水，沖毀臺北橋。海山口附近河岸亦陷落，鐵路流失，龜崙嶺道路崩塌，致使鐵路中斷。
- 明治34年（西元1901年），8月24日新莊鐵道廢除，8月25日板橋新線通車，連帶龜崙嶺鐵道也廢除，現僅剩第二尖山橋、大坑溪橋、坑底無名橋遺構，景供緬懷。

- 現今此一條古道如今已被臺1線與臺1甲線所取代。